# فوجليانيس
فوجليانيس، (بالإنجليزية: Foglianise)‏، هي (بلدية) في مقاطعة بينيفينتو، في منطقة كامبانيا الإيطالية، وتقع على بعد حوالي 50 كيلومترا (31 ميل) شمال شرق نابولي، وحوالي 10 كم (6.2 ميل) شمال غرب بينيفينتو. حدود فوجليانيس البلديات التالية: بينيفينتو، كاستيلبوتو، كاوتانو، توريكوسو، فيتولانو.

## السكان
في سنة 1861 بلغ عدد السكان 1٬924 نسمة، وتطور العدد ليصل في سنة 2011 لـ 3٬509 نسمة.
يظهر هذا المخطط البياني تطور النمو السكاني لـ فوجليانيس

## توأمة
لفوجليانيس اتفاقيات توأمة مع:
- تشلانو